# Cristóbal Villalba
Cristóbal Villalba (Plasencia, 1475 - Estella, 1516) foi um militar e fidalgo espanhol.
Ele fez sua carreira militar no norte da África e Itália, participando da conquista de Nápoles, ao lado de Gonzalo Fernández de Córdova.